# Дубляни (селище)
Дубля́ни — селище Самбірського району Львівської області України.
З 2020 року входить до Новокалинівської міської громади.

## Розташування
Дубляни розташовані за 76 км на південний захід від обласного центру — міста Львів та за 15 км на схід від районного центру — міста Самбора. Знаходяться Дубляни в басейні верхнього Дністра на річці Веретено, котра впадає в річку Бистриця — праву притоку Дністра.

## Історія
За переказами назва села походить від дубових лісів, яких колись було багато в цій місцевості. Перша письмова згадка про Дубляни належить доприпадає на 12 грудня 1432 року. Саме того дня в місто Ланцуті (нині Польща) польський король Володислав Ягайло затвердив грамоту про дарування й продаж Самбірському старості Петру Одровонжу 8 ланів поля та солтиства у селі Дублянах.
Аж до 1772 року було воно не рядовим селом, а центром ключа, отож мало на своєму терені двір, у якому знаходилась адміністрація, яка збирала повинності з усіх навколишніх сіл, що входили до Дублінського ключа.
Внаслідок першого поділу Польщі, який було підписано 5 серпня 1772 року, село відійшло до Австрійської імперії і стало камеральним, тобто належним до державної скарбниці (камери). Адміністративний поділ було змінено і воно належало тепер до Самбірської округи (циркулу) та до Луцького домініуму (село Лука — центр домініуму, за 8 км на схід від Дублян), а вже за новим поділом 1856 року воно стало належати до Львівського воєводства та до Самбірського повіту, хоч суд і уряд податковий продовжував знаходитися у Луці.
1895 року в результаті неврожаю в селищі померло від голоду 40 сімей. Ще страшніший голод чекав жителів села в 1902 році, коли внаслідок дощів врожай загинув на полях.
Дубляни були адміністративним центром однойменної ґміни у 1934–1939 роках.
У 1940–1941 та 1944–1959 рр. було центром Дублянського району Дрогобицької області у радянські окупації.
У 1941 році селище окуповане німецькими військами. 15 лютого 1944 року гітлерівці привезли 20 заручників з дрогобицької тюрми, які були зв'язані по 5 осіб колючим дротом, і розстріляли їх у центрі села. У 1963 році на цьому місці встановлено обеліск.
1942 село мало 1000 мешканців, 3 кооперативи, церкву, школу і читальню «Просвіти». Село поттерпіло від большевицьких катів, які, замучили під час втечі, 13 осіб.
У 1944 році на місце німецької влади приходить радянська, нею 19 січня 1945 року в центрі селі були повішені два дорожівські хлопці-члени ОУН — Артимович Василь Гаврилович «Думний» 1916 р.н. і Купчик Михайло Федорович «Чайка» 1920 р.н.
7 травня 1946 року в Дублянському районі перейменували село Кранцберг Дублянської Першої сільської Ради на село Війкове. Пізніше ця колишня німецька колонія Кранцберґ (нім. Kranzberg) приєднана до Дублян — тепер це південна частина селища (на правову березі річечки Прут).

## Населення
Чисельність населення Дублян (станом на 1 січня 2020 року) — 1 688 осіб.
Динаміка населення Дублян

### Мова
Розподіл населення за рідною мовою за даними перепису 2001 року:
| Мова       | Кількість | Відсоток |
| ---------- | --------- | -------- |
| українська | 2082      | 99.10%   |
| російська  | 13        | 0.61%    |
| польська   | 6         | 0.29%    |
| Усього     | 2101      | 100%     |

## Соціальна сфера

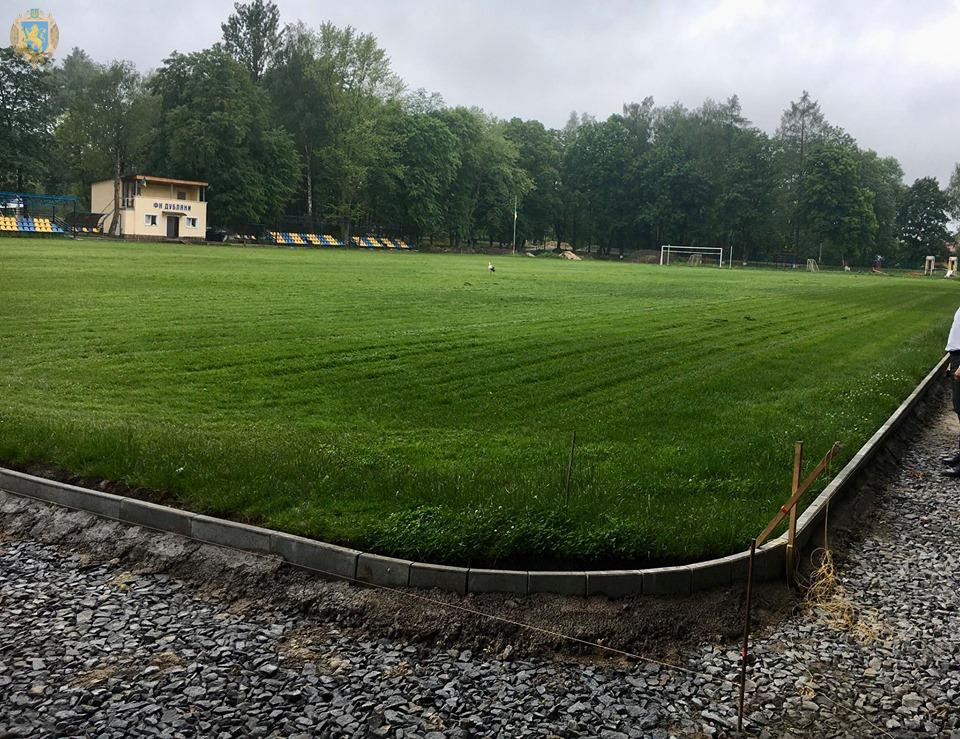
Стадіон ФК «Дубляни»

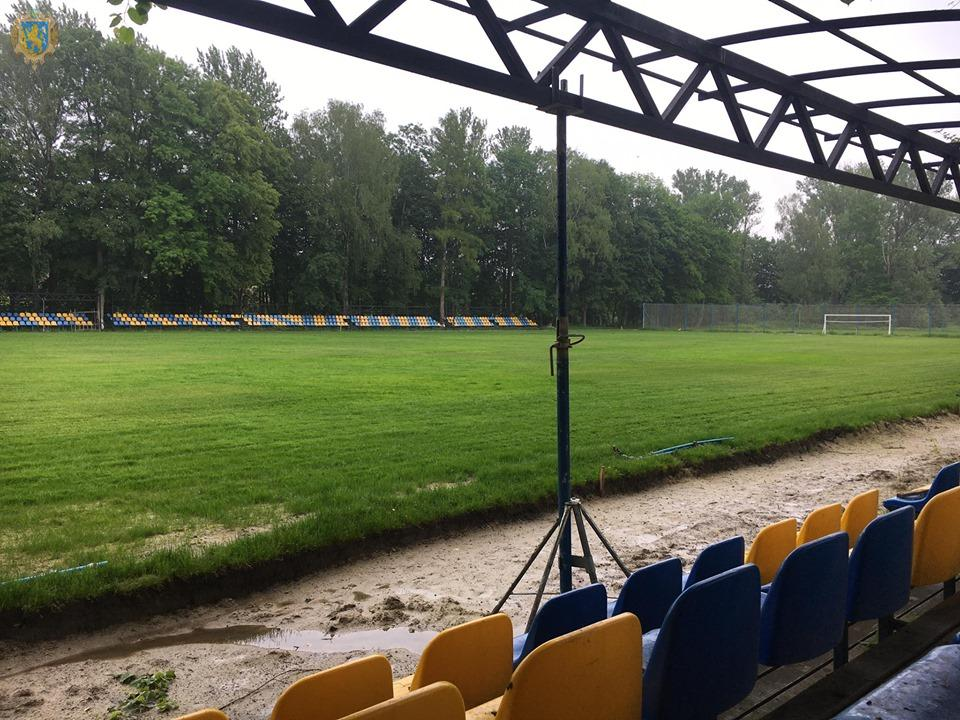
Стадіон ФК «Дубляни»

У селищі діють дві школи — середня (I—III ступеня) та початкова (I-го ступеня), дитяча дошкільна установа та філіал Рудківської музичної школи. Функціонує лікарня на 75 місць, поліклініка, дві аптеки та ветеринарна дільниця. Своє дозвілля мешканці проводять в місцевому парку культури та відпочинку, в якому зведено приватна кав'ярня.
Через те, що селище має природний поділ на дві частини, діють заклади культури — Будинок культури «Просвіта» та клуб і дві бібліотеки. В центрі Дублян — стадіон, на якому щорічно відбуваються футбольні змагання.

## Культові споруди
Функціонують на території селища три культові святині — дерев'яна греко-католицька церква, щойно збудована у 1999 році цегляна православна церква Київського патріархату та польський костьолик.
Дерев'яна греко-католицька Церква Богоявлення Господнього — пам'ятка архітектури місцевого значення, побудована в 1860 році.
Відомо, що в 1507 році в Дублянах вже існувала парафіяльна церква. Про церкву, яка існувала на початку XVII ст., відомо лише те, що вона згоріла в 1624 році під час татарської навали. У 1660 році постала дерев'яна будівля, яка у 1693 році отримала привілей від польського короля Яна III Собєського. В 1860—1863 роках замість неї зведено теперішню дерев'яну церкву за пароха Василя Грабовського.
Дерев'яна церква тризрубна, завершена над навою широким восьмериком, накритим великою банею з ліхтарем і маківкою. До вівтаря з північної сторони прибудована ризниця. По периметру будівлю оточує широке піддашшя, об'єднане з покриттям ризниці і головного входу.

## Відомі люди
- Проць Любов Іванівна — українська поетеса, педагог.
- Крамарець Володимир Олександрович — к. с/г н., доцент кафедри лісівництва НЛТУ України[8]